# مايكل كراوس (فيلسوف)
مايكل كراوس (من مواليد عام 1942)، فيلسوف أميركي ولد في سويسرا وهو فنان وقائد فرقة موسيقية. ركز في أعماله الفلسفية على نظرية التفسير ونظرية المعرفة، وفلسفة العلوم، وفلسفة الفن، والموسيقى. حاز كراوس على درجة بروفيسور ميلتون سي ناهم في الفلسفة من كلية برين ماور ويعمل مدرسًا لعلم الجمال في معهد كورتيس للموسيقى. علّم في جامعة تورنتو وكان بروفيسور زائر في الجامعة الأمريكية وجامعة جورجتاون وجامعة أوكسفورد والجامعة العبرية في القدس والجامعة الأمريكية بالقاهرة وجامعة نيروبي والمعهد الهندي للدراسات العليا وجامعة أولم وغيرها من الجامعات. أسس بالتشارك مع جوزيف مارغوليس اتحاد فلسفة فيلاديلفيا العظيم الذي تألف من 14 مؤسسة وترأس هذا الاتحاد في وقت سابق.

## السيرة الذاتية
كان كراوس ابن الموسيقي والفنان لاسلو كراوس (1903 – 1979) وعازفة البيانو والمؤلفة الموسيقية سوزان كراوس (1914- 2008)، وزوج الفنانة كونستانس كوسيتغان.
حصل على درجة دكتوراه من جامعة تورنتو وأجرى دراسات ما بعد التخرج في كلية ليناكر التابعة لجامعة أوكسفورد. كان طالبًا مميزًا في كلية لندن للاقتصاد وحصل على شهادة بكالوريوس من جامعة روتجرز ودرجة ماجستير من جامعة إنديانا. ومن بين معلميه المعروفين كان أشعيا برلين وويليام هربرت دراي وبارتريك غاردينر وروم هاري وكارل بوبر وجون آوتلون ويزدم. تأثر أيضًا بـكولينجوود وجوزيف مارغوليس وبيمال كريشنا ماتيلال.
وفي وقتنا الحالي، يعمل كراوس محررًا للعديد من المنشورات من بينها سلسلة بريل للناشرين في فلسفة التاريخ والثقافة وسلسلة رومان وليتلفيلد للناشرين في مجال الفلسفة والسياق العالمي وسلسلة رودوبي للناشرين في الترجمة والتفسير وسلسلة مطبعة جامعة ولاية بنسلفانيا لاتحاد فلسفة فيلاديلفيا العظيم.

## أعماله

### الفلسفة
المثاليات وأهداف التفسير. اهتم مايكل كراوس بفلسفة التفسير وأثارت اهتمامه الأسئلة التالية. في الظواهر الثقافية مثل أعمال الفن والموسيقى والأدب والذات، هل من الممكن وجود تفسير واحد مقبول؟ أو هل من الممكن وجود عدة تفسيرات مقبولة لنفس هذه الظواهر؟ أو هل من الممكن الدفاع عن هذه الظواهر المتعارضة بشكل مشترك؟ وهل يؤثر النشاط التفسيري على طبيعة ما يتم تفسيره وعدده؟ هل يهدف التفسير إلى توضيح غاياته أم إلى تنوير المفسرين أم كلا الأمرين معًا؟ كيف تؤثر قضية تفرد أو تعدد التفسيرات المقبولة على تفرد أو تعدد مسارات الحياة والمشاريع؟
يؤكد التفرد على أن غايات التفسير تملك الإجابة دائمًا على تفسير مثالي واحد فقط. في المقابل، يؤكد التعدد على أن غايات التفسير قد تجيب على أكثر من تفسير معارض. ويقتضي كل من التفرد والتعدد أن تعالج التفسيرات المتعارضة نفس غاية التفسير. تحدث التعددية الحميدة عندما تعالج التفسيرات المختلفة غايات مختلفة للتفسير. من غير الممكن تطبيق التفرد أو التعدد عندما لا يمكن تحديد عدد غايات التفسير. يبحث كراوس العلاقة بين مثاليات التفسير هذه وعلم وجودها. يتوافق كل من التفرد والتعدد مع الواقعية أو البنائية. لا يستتبع التفرد الواقعية بشكل فريد (والعكس صحيح) ولا يستتبع التعدد البنائية بشكل فريد (والعكس صحيح). تشمل المجموعات الأرثوذكسية الواقعية التفردية والبنائية التعددية. أما المجموعات غير الاعتيادية فتشمل البنائية الفردية والواقعية التعددية.
يؤكد كراوس على أن الاعتراض بين التفرد والتعدد منفصل منطقيًا عن الاعتراض بين الواقعية والبنائية. يُظهر أيضًا أن الاعتراض بين التفرد والتعدد منفصل عن سلسلة أخرى من الأنطولوجيات التي تُدرج تحت العنوان التصالحي «الواقعية البنائية». لا تتبع أي من الأنطولوجيات المذكورة في قائمة كراوس للواقعيات البنائية التفرد أو التعدد على نحو فريد (والعكس صحيح). وعلى الرغم من ذلك، ينكر كراوس أن «فرضيته الانفصالية» توضح أن أنطولوجيا كهذه ليست ضرورية لنظرية التفسير.